# 高田エージ
高田 エージ（たかだ エージ、1962年3月3日 - ）は、日本の男性シンガーソングライター。本名：髙田 英司。東京都出身。

## 来歴

### 出生からデビュー前まで
1962年3月3日に生まれる。中学、高校時代はサッカー部に所属していた。高校時代にはフォークソング部にも所属し、15歳でエアロスミスのコピーバンドでライブデビューを果たす。
高校時代に同級生の大金泰博と共に、恒田義見(元村八分、ハルヲフォンなど)の｢恒田義見バンド｣に参加し、恒田の紹介でフォーライフ・レコードにてデモテープを作成。制作会議でこのデモテープを聴いた田邊昭知の目に留まり、田辺エージェンシーに所属する事となった。

### 1979年：メジャーデビュー
1979年、大金とのユニット名が｢DUO｣に決まり、吉田拓郎の書き下ろし曲｢放課後｣で5月21日にデビュー。シングル2枚をリリースして解散。

### 1980年～1987年：バンド活動時代
｢DUO｣の解散と共に芸能界を離れ、ライブハウスを中心としたバンド活動を再開。複数のバンド活動を経て、1986年に｢SUPER BAD｣を結成。

### 1988年～2002年：再デビューからソロ活動開始まで
1988年4月25日、SUPER BADが童謡｢ドナドナ｣のカヴァーでMOON RECORDSよりデビュー。同年6月にオープンした渋谷CLUB QUATTROのオープニング･キャラクターを務める。SUPER BADは2枚のシングルと4枚のアルバムをリリースし、1995年1月に活動停止(SUPER BADとしての活動については｢SUPER BAD｣を参照)。
1992年、杉原徹(元てつ100%)と｢エージ&テツ｣を結成。往年の邦楽カヴァーを中心にライブ活動を開始。
1994年4月29日、男性デュオグループ｢シャイ&ムーニー｣とエージ&テツのジョイント･アカペラ･アルバム｢ア･ラ･カペラ｣をリリース。
1995年、ラジオ番組｢エージ&テツのアメリカザリガニ｣(KBS京都)が放送開始(1999年まで放送)。
同年12月1日、エージ&テツ初の単独アルバム｢月とスッポン(オリジナルバージョン)｣｢月とスッポン(カバーバージョン)｣を同時リリース。
1997年4月16日、エージ&テツとして東芝EMIよりシングル｢想い出の街｣(憂歌団のカヴァー)でメジャーデビュー(東芝EMI在籍時にはシングル計2枚をリリース)。
2001年、武田”チャッピー"治(ドラムス)、カンペイ(キーボード)と｢SUPER Goooooood!｣(スーパーグー)を結成。当初はトリオであったが、一時期最大30名強が在籍する大所帯バンドとなった。
2002年、エージ&テツとしての活動を停止(以降は不定期でライブ活動を実施)。

### 2003年～：ソロ活動開始以降
2003年、ソロでライブハウスやライブバー等を中心としたライブツアー｢ひとり旅｣を開始。以降の活動はソロライブツアーが中心となる。
2005年6月7日、初のソロシングル｢永遠｣を北海道先行でリリース。ほとんどのライブで披露される定番曲となる。
2008年3月3日、初のソロアルバム｢オレは誰だ?｣をリリース。
2009年5月、三重県松阪市を拠点として活動するEVISの中山剛とボーカルユニット｢男友達｣を結成しライブ活動を開始。
2012年3月3日、50歳の誕生日に｢50 SONGS｣と題した全50曲を披露するライブを横浜THUMBS UPにて開催。
2013年3月10日、SUPER BAD活動休止以降初のワンマンライブを下北沢CLUB Queにて開催
2018年11月3日、男友達初アルバム｢持つべきものは男友達｣をリリース。
2022年3月3日、還暦記念ライブを渋谷CLUB QUATTROにて開催。

## 人物･エピソード
- 好きな数字は｢3｣(誕生日から)[4]
- 好きな食べ物は｢エビフライ｣であり[4]、自身の曲の歌詞にも登場する程である(アルバム｢オレは誰だ?｣収録曲｢ココロの心地良さ｣)
- 好きな場所の1つとして三重県鳥羽市を挙げており、同市へはレコーディング等で度々訪れている[5]
- ソロライブでは単独出演したり、旅先で活動するミュージシャンらとセッションしたりしており、各地域(会場)で特色がある
- ソロ活動時のキャッチフレーズは｢幸せを運ぶ男｣｢KING of Yeah!｣であり、｢Yeah!｣というフレーズはライブ中にも頻繁に使用する
- JAGATARAとの交流があり、度々ライブへ出演している

## ディスコグラフィー

### ソロとして

#### シングル
- 永遠(北海道先行盤)　(2005年6月7日、M-REVO、MRCJ-5001)
- 永遠(全国盤)　(2005年7月23日、M-REVO、MRCJ-5003)
- Go!Go!Go!　(2006年7月21日、M-REVO、MRCJ-5006)　※高田エージとSUPER Goooooood! 名義

#### アルバム
- オレは誰だ?　(2008年3月3日、超最高RECORDS、CHCDM 002)
- 幸せを運ぶ男　(2011年9月3日(9月2日先行発売)、超最高RECORDS、CHCDM 003)　※ライブアルバム
- いいことあるかもしれないよ　(2017年3月3日(3月1日先行発売)、超最高RECORDS、CHCDM 005)
- ひとりごと　(2022年3月3日、超最高RECORDS、CHCDM 006)

#### DVD
- 50 SONGS EIJI TAKADA 2012.03.03 Vol.1(2012年7月8日、超最高RECORDS、CHODVD001)
- 50 SONGS EIJI TAKADA 2012.03.03 Vol.2(2012年10月10日、超最高RECORDS、CHODVD002)
- 50 SONGS EIJI TAKADA 2012.03.03 Vol.3(2013年3月3日、超最高RECORDS、CHODVD003)
- EIJI TAKADA 50 SONGS COMPLETE DVD BOX　(2013年3月3日、超最高RECORDS、CHODVD001～3)

### ｢DUO｣として
- 放課後　(1979年5月21日、フォーライフレコード、FLS-1047)
- 亜麻色のリリス　(1979年11月21日、フォーライフレコード、FLS-1056)

### ｢SUPER BAD｣として
｢SUPER BAD#ディスコグラフィー｣を参照

### ｢エージ&テツ｣として

#### シングル
- 想い出の街　(1997年4月16日、東芝EMI、TODT-3948)
- ラジオデイズ　(1999年4月16日、東芝EMI、TODT-5288)

#### アルバム
- ア･ラ･カペラ　(1994年4月29日、チェインカンパニー、C.C.R-005)　※シャイ&ムーニー+エージ&テツ 名義
- 月とスッポン(オリジナルバージョン)　(1995年12月1日、日本晴Records、JCUR-011)
- 月とスッポン(カバーバージョン)　(1995年12月1日、日本晴Records、JCUR-012)
- ホントんとこ　(2000年8月21日、Zippy Records、ZIP-0001)
- 愛をこめて　(2001年、Zippy Records、ZIP-0003)
- 10年旅行　(2002年8月25日、Zippy Records、ZIP-0007)

### ｢SUPER Goooooood!｣として

#### シングル
- so no ma ma de i i yo　(2001年9月3日、Zippy Records、ZIP-0004)
- 海の男のロックンロール　(2002年4月21日、Zippy Records、ZIP-0005)

#### アルバム
- KING of Yeah!　(2002年7月24日(7月3日先行発売)、Zippy Records、ZIP-0006)
- Thank you Japan　(2003年12月25日(11月3日先行発売)、超最高RECORDS、CHCD-001)

### ｢男友達｣として

#### アルバム
- 持つべきものは男友達　(2018年11月3日、OTOKO-TOMODACHI、OTR-001)

### 参加作品
- イメージ･サントラ シャコタン☆ブギ　(1987年7月21日、キングレコード、LP：K28G-7351、CD：K32X-7070、CT：K28H-4440) - ※高田英司 名義で｢シャコタン･クレイジー｣を歌唱
- バンバンバザール｢できました｣　(1995年11月26日、日本晴Records、JCUR-010) - エージ&テツとして｢笑いのツボ｣に参加
- トッドは真実のスーパースター　(1997年6月18日、ポニーキャニオン、PCCA-01113) - EIJI,MARIE&EBBY名義で｢Tiny Demons｣を歌唱
- 富安秀行｢音もダチ!｣　(2008年4月1日、Graph-T、HAGE-2008) - ｢Bar Bar Shop｣(Chorus)、｢Moonbow｣(Vocal & Guitar)
- 金子マリ｢MARI KANEKO 60th BIRTHDAY LIVE 金子な理由 December 1st,2014｣(DVD)　(2015年8月5日、TENSAIBAKA RECORD、TBRD-1201) - 金子マリ･高田エージ･粂絢哉･KENKEN･DUTTCHとして｢そのままでいいよ｣を歌唱
- ENDO of the WORLD 遠藤典宏トリビュートアルバム　(2019年10月12日、NR160809) - ｢恋のドレイ｣｢バカンス｣｢さよならロックスター｣を歌唱
- チャンカーオールスターズ｢またライブハウスで｣　(2021年5月26日、モルタルレコード、MRCD-028) - ｢またライブハウスで～弁天さまのおぼしめし｢またライブハウスで｣プロジェクト～横浜から全国へ～@関内･音楽酒場SARASVATHI弁天｣を歌唱

### 楽曲提供等
- shy｢太陽のどれい｣(作詞)　(1997年3月26日)　※アルバム｢shy｣収録
- SEiZI/晴志｢SEiZI/晴志｣(プロデュース、Chorus他参加)　(2003年11月16日)
- 海香子｢GO! GO! GO!｣(作詞･作曲)　(2005年6月29日)　※シングル｢恋のカケラ｣収録
- 杉原徹｢あいつ｣(作詞)　(2012年5月25日)　※アルバム｢TE’TSU｣収録
- THEビールズ｢サクラ･デ･ラ･ノーチェ(夜の桜)｣(作詞･作曲)　(2025年4月7日)　※ミニアルバム｢ちょい呑みビールズ vol.1｣収録